# Épisodes de 9JKL
Cet article présente les épisodes de la série américaine 9JKL diffusée depuis le 2 octobre 2017 sur le réseau CBS et en simultané sur le réseau Global au Canada.

## Distribution

### Acteurs principaux
- Mark Feuerstein : Josh Roberts
- Elliott Gould : Harry Roberts
- Linda Lavin : Judy Roberts
- Albert Tsai (en) : Lan
- Liza Lapira : Eve Roberts
- David Walton : Andrew Roberts
- Matt Murray : Nick

### Invités
- Sally Pressman : Christina
- Mouzam Makkar : Lily
- Tone Bell (en) : Luke
- Megan Park : Sara
- Lois Smith : la mauvaise nana
- Brooke D'Orsay : Natalie
- Meagan Tandy : Toni
- Christina Pickles : Lenore
- Fred Willard : Dick
- Ginger Gonzaga : l'instructeur Sydney
- Andrea Anders : Lauren
- Cheri Oteri : Patty Partridge
- Brooke Lyons : Kim

## Épisodes

### Épisode 1: Titre français inconnu (Pilot)
- États-Unis /  Canada : 2 octobre 2017 sur CBS / Global

- États-Unis : 8,21 millions de téléspectateurs[1]

- Sally Pressman : Christina

### Épisode 2: Titre français inconnu (Relationship Guy)
- États-Unis /  Canada : 9 octobre 2017 sur CBS / Global

- États-Unis : 7,04 millions de téléspectateurs[2]

- Mouzam Makkar : Lily

### Épisode 3: Titre français inconnu (Cool Friend Luke)
- États-Unis /  Canada : 16 octobre 2017 sur CBS / Global

- États-Unis : 6,66 millions de téléspectateurs[3]

- Tone Bell : Luke

### Épisode 4: Titre français inconnu (High Steaks)
- États-Unis /  Canada : 23 octobre 2017 sur CBS / Global

- États-Unis : 7,17 millions de téléspectateurs[4]

### Épisode 5: Titre français inconnu (The Key to Life)
- États-Unis /  Canada : 30 octobre 2017 sur CBS / Global

- États-Unis : 5,05 millions de téléspectateurs[5]

### Épisode 6: Titre français inconnu (TV MD)
- États-Unis /  Canada : 6 novembre 2017 sur CBS / Global

- États-Unis : 4,36 millions de téléspectateurs[6]

### Épisode 7: Titre français inconnu (Nanny Wars)
- États-Unis /  Canada : 13 novembre 2017 sur CBS / Global

- États-Unis : 4,33 millions de téléspectateurs[7]

- Megan Park : Sara

### Épisode 8: Titre français inconnu (Make Thanksgiving Great Again)
- États-Unis /  Canada : 20 novembre 2017 sur CBS / Global

- États-Unis : 4,42 millions de téléspectateurs[8]

- Lois Smith : la mauvaise nana

### Épisode 9: Titre français inconnu (Lovers Getaway)
- États-Unis /  Canada : 27 novembre 2017 sur CBS / Global

- États-Unis : 4,6 millions de téléspectateurs[9]

- Brooke D'Orsay : Natalie

### Épisode 10: Titre français inconnu (The Family Plot)
- États-Unis /  Canada : 4 décembre 2017 sur CBS / Global

- États-Unis : 4,62 millions de téléspectateurs[10]

- Meagan Tandy : Toni

### Épisode 11: Titre français inconnu (Set Visit)
- États-Unis /  Canada : 11 décembre 2017 sur CBS / Global

- États-Unis : 4,3 millions de téléspectateurs[11]

### Épisode 12: Titre français inconnu (It Happened One Night)
- États-Unis /  Canada : 18 décembre 2017 sur CBS / Global

- États-Unis : 4,29 millions de téléspectateurs[12]

- Christina Pickles : Lenore
- Fred Willard : Dick
- Ginger Gonzaga : l'instructeur Sydney

### Épisode 13: Titre français inconnu (Heavy Meddling)
- États-Unis /  Canada : 15 janvier 2018 sur CBS / Global

- États-Unis : 5,21 millions de téléspectateurs[13]

- Andrea Anders : Lauren

### Épisode 14: Titre français inconnu (Fridays with Harry)
- États-Unis /  Canada : 22 janvier 2018 sur CBS / Global

- États-Unis : 4,72 millions de téléspectateurs[14]

### Épisode 15: Titre français inconnu (Stalker Status)
- États-Unis /  Canada : 29 janvier 2018 sur CBS / Global

- États-Unis : 4,82 millions de téléspectateurs[15]

- Cheri Oteri : Patty Partridge

### Épisode 16: Titre français inconnu (Tell All)
- États-Unis /  Canada : 5 février 2018 sur CBS / Global

- États-Unis : 4,88 millions de téléspectateurs[16]

- Brooke Lyons : Kim